# Omán zászlaja

A Maszkati Szultanátus zászlaja

Omán zászlaja két keresztbe fordított kard, díszes övvel és rituális tőrrel. A fehér szín a békét és a jólétet jelenti. A vörös a hetvenes évek előtt használatos ománi zászlóról származik, amely egyszínű vörös lobogó volt, és az idegen hódítók elleni küzdelmet jelképezte. A zöld a Dzsebel Ahdrára (a Zöld-hegységre) és a termékenységre utal.